# Allium gunibicum
Allium gunibicum es una especie de planta bulbosa geófita del género Allium, perteneciente a la familia de las amarilidáceas, del orden de las Asparagales.
Se distribuye por el nordeste del Cáucaso.

## Taxonomía
Allium gunibicum fue descrita por Miscz. ex Grossh. y publicado en Fl. Kavkaza 1: 208 (1928).
Etimología
Allium: nombre genérico muy antiguo. Las plantas de este género eran conocidos tanto por los romanos como por los griegos. Sin embargo, parece que el término tiene un origen celta y significa "quemar", en referencia al fuerte olor acre de la planta. Uno de los primeros en utilizar este nombre para fines botánicos fue el naturalista francés Joseph Pitton de Tournefort (1656-1708).
gunibicum: epíteto
Sinonimia
- Allium charadzeae Tscholok.
- Allium chevsuricum Tscholok.
- Allium salthynicum Tscholok.[4]